# Sigulons
Els sigulons (en llatí Sigulones, en grec antic Σιγούλωνες) eren un poble germànic esmentat per Ptolemeu que vivia al Quersonès Címbric (Jutlàndia), al nord dels saxons. No es coneix res més d'aquest poble.